# Takahara (sopka)
Takahara (japonsky 高原山 [Takaharajama/Takaharasan], je zařazena na seznam 300 nejslavnějších hor Japonska (日本三百名山 [Nihon sambjakumeizan])) je neaktivní stratovulkán, nacházející se v centrální části japonského ostrova Honšú, severozápadně od města Ucunomija. Sopka leží ve starší, pleistocennní sopečné kaldeře Šiobara (塩原火山群 [Šiobara kazangun]). Postkalderová sopečná činnost vytvořila současnou podobu sopky.
Poslední sopečná erupce se odehrála přibližně před 6500 lety a vytvořila sopečný dóm Fudžisan (富士山, pojmenovaný díky podobnosti podle nejznámější japonské sopky Fudži). Erupce se odehrávaly podél zlomového systému Jumoto[zdroj⁠?!]-Šiobara. V okolí sopky se nacházejí termální prameny Šiobara araju onsen (塩原新湯温泉) naznačující, že sopka není úplně vyhaslá.